# Sebastian Bakare
Sebastian Bakare (* 1940 in Südrhodesien) ist ein simbabwischer anglikanischer Geistlicher und Hochschullehrer. Er war von 1999 bis 2006 Bischof von Manicaland und von 2007 bis 2009 Diözesanadministrator (caretaker bishop) von Harare.

## Leben
Sebastian Bakare wurde nach dem Theologiestudium 1963 in Lusaka zum Priester ordiniert. Er arbeitete in der Diözese Sambia, bevor er für zwei Jahre an das  Westhill College of Education in Birmingham ging. Von 1969 bis 1971 war er Bildungsreferent der Diözese Sambia. Während des Rhodesienkonflikts ging er als Verfolgter des Regimes Smith nach Deutschland, wo er als Hochschullehrer, dann als Pfarrer der evangelischen Kirchengemeinde in Gelsenkirchen-Schalke tätig war. 1980 bis 1982 setzte er seine Studien in Berkeley bis zum M.A.-Grad fort. Danach wurde er Pfarrer der All-Souls-Kirche in Mount Pleasant (Harare). 1984 bis 1986 arbeitete er für den simbabwischen ökumenischen Rat der Kirchen als Referent für städtische und ländliche Mission und erhielt einen Lehr- und Seelsorgeauftrag an der University of Zimbabwe. Von 1986 bis 1999 war er dort Senior Ecumenical Chaplain. 1988 bis 1991 absolvierte er gleichzeitig ein Promotionsstudium in Berkeley, das er mit dem Doctor of Ministry abschloss.
1999 wurde Bakare Bischof der Diözese Manicaland im Osten Simbabwes. Das Amt hatte er bis zu seiner Emeritierung 2006 inne. Nach zwei Jahren als Senior Lecturer an der Africa University in Mutare wurde ihm im November 2007 vom Dekan der anglikanischen Kirchenprovinz Zentralafrika übergangsweise die Leitung der Diözese Harare übertragen. Hintergrund war der politische Konflikt um die immer autoritärer werdende Herrschaft Robert Mugabes. Dieser wurde durch den Bischof von Harare Nolbert Kunonga bedingungslos unterstützt; gleichzeitig widersetzte sich Kunonga der seiner Meinung nach zu toleranten Haltung der Leitung der Kirchenprovinz Zentralafrika zur Homosexualität. Das führte zu einer inneranglikanischen Spaltung und zu teilweise gewalttätigen staatlichen Repressionen gegen Personen und Gemeinden, die Kunongas Kurs ablehnten und seinen Rücktritt forderten. Kunonga wurde amtsenthoben und 2008 exkommuniziert, gab aber seinen Anspruch auf das Bischofsamt auch nach Bakares Einsetzung nicht auf. An einer Befriedung der politischen und kirchlichen Situation wirkte Bakare maßgeblich mit. Im Juli 2009 wurde Chad Nicholas Gandiya zum neuen Diözesanbischof gewählt. Ende 2012 wurde die fünf Jahre lang geschlossene anglikanische Kathedrale von Harare wiedereröffnet.
Sebastian Bakare wurde 2008 mit dem schwedischen Per Anger-Preis ausgezeichnet.
Er ist verheiratet mit Ruth Bakare geb. Büchsel. Das Paar hat drei Töchter.